# Vila Jaguara
Vila Jaguara é um bairro da cidade brasileira de São Paulo, fundado em 1923.
Na sua composição étnica, aproximadamente 23% possuem origens negras ou indígenas, 50% são mestiços entre índios, brancos e negros, 25% brancos de origem portuguesa, espanhola ou italiana, 1% de origem eslava (russos e polacos) e 1% orientais. Neste bairro se localiza a escola de samba Prova de Fogo

## Economia
A Vila Jaguara foi um bairro tipicamente residencial até meados dos anos 90, quando um grande número de microempresas e pequenos comércios se instalou na região. Predomina a classe média. O bairro se localiza em um ponto estrátegico, com interligação a diversos outros bairros da região e acesso às rodovias marginais.
A primeira empresa a se estabelecer no bairro foi uma olaria, de propriedade da família Uliani.
O bairro se desenvolveu muito em relação ao estabelecimento do frigorífico Armour na década de 20. Depois vieram a Refinação de Milho Brasil e Irmãos Lever.
Alguns descendentes direto dos Uliani , ainda vivos, residem na vila. Infelizmente da Olaria, só restaram lembranças e velhas historias.

## História
Um grande acontecimento foi a fundação da Sociedade Amigos da Vila Jaguara (SAVIJA). Ela conseguiu inúmeras melhorias para a Vila e promovia festividades, principalmente as comemorativas pelo aniversário do bairro.
O atual diretor cultural da SAVIJA, Eduardo Rosmaninho, neto de Francisco Cordeiro, foi o primeiro comprador de um lote na vila, em 1923. Lavaredas, como era conhecido, havia vindo de Portugal em 1913 e, em 1927, se estabeleceu no bairro, onde teve um bar, freqüentado por portugueses de toda a cidade que iam até lá para comer escabeche e sardinha "na vó Júlia", como conta Rosmaninho.
Mas o primeiro morador do bairro foi Francisco Manoel Saraiva, que lá se estabeleceu com sua família pouco antes de Lavaredas. Seu filho, Benjamin José Saraiva, hoje com 90 anos e que na época tinha 6, lembra das dificuldades daqueles anos, quando “não tinha iluminação, não tinha calçamento e, se morria alguém, tinha que ir até a Mooca para comprar um caixão”. Mas, mesmo assim, sente saudades daquele tempo: “o povo daqui era uma maravilha!”, diz.
Um bom exemplo do aspecto interiorano da Vila Jaguara é a farmácia de Hélio Gottardo. O farmacêutico está no bairro desde 1954, quando montou seu estabelecimento. Durante muito tempo, foi uma espécie de médico do bairro e atendeu a quase todos seus moradores. Ainda hoje, muitos de seus antigos fregueses vão ao médico e fazem uma segunda “consulta” com ele, “para saber se o médico está certo”, hoje aposentado, vendeu a farmacia, mas ainda é visto passeando pelo bairro com sua esposa.
Jaguara Bairro de São Paulo  
Imigração predominante:  Hungria 
Distrito: Jaguara 
Subprefeitura: Lapa 
Região Administrativa: Oeste
Jaguara é um bairro da cidade brasileira de São Paulo que nasceu de um loteamento promovido por Juvenal de Lima, na década de 1920.
Graças ao estabelecimento de indústrias como Armour, Refinações de Milho Brasil e Irmãos Lever, teve um desenvolvimento muito rápido. Pequenos estabelecimentos comerciais e olarias surgiram, além de vários clubes de futebol (Jaguara, Jacena, Jaraguá, Botafogo, Estrela do Norte, América, entre outros), muitos deles com seus respectivos salões de baile.
A parte baixa do bairro foi a que se desenvolveu primeiro. Ali se concentravam os empórios de secos e molhados, farmácias, quitandas, barbeiros, sapateiros, igreja, etc. A primeira linha de ônibus foi inaugurada na década de 1940 e levava os passageiros até o bairro da Lapa. Também nessa década chegou a iluminação pública.
Um grande número de ruas recebeu asfalto na década de 1950. Anteriormente, nem a principal via, Rua 1, era asfaltada. No ano de 1950 foi aberto o único cinema da região, o Cine Jaguara.

## Os primórdios
História de Vila Jaguara (extremo oeste da Capital do Estado de São Paulo, Subprefeitura da Lapa, 42º Distrito)

Pode-se observar em escrituras de imóveis localizados na parte alta de Vila Jaguara o nome ‘Sitio do Campo dos Pittas’. Mas, sou levado a crer, que uma propriedade denominada ‘Sitio dos Gama’ a englobava. Abrangia inclusive a Fazenda Anastácio. Esta continha as atuais: Vila Anastácio, Vila Jaguara e Vila Ayrosa. Vila Ayrosa.
Com a emancipação de Osasco, esta última ficou incluída no novo Município. A Fazenda Anastácio tinha, portanto, uma extensa área. Seu proprietário era um famoso advogado chamado Victor Marques da Silva Ayrosa. Foi ele quem vendeu 23 alqueires da propriedade aos médicos Antônio Pinheiro Ulhoa Cintra  e Henrique de Beaurrepaire Rohan Aragão. Estes decidiram, então, lotear a área.
Contrataram o engenheiro Antônio Mesquita para elaborar o desenho da futura Vila de São Paulo. Para administrar o novo empreendimento encarregaram o senhor Juvenal de Lima (*).  Por quê do nome Jaguara? O nome ‘Jaguara’ foi dado em homenagem ao pai do médico Antônio Pinheiro de Ulhoa Cintra  que, salvo grave engano, tinha o mesmo nome do pai,  que foi famoso médico sanitarista da região de Campinas e atuante político (nasceu em 1.837 e faleceu em 1.895), chegando até,  por alguns meses, a ocupar o cargo  de Presidente da Província de São Paulo. Em  decorrência de suas missões,   executadas sempre com determinação,  recebeu o título honorífico de Barão de Jaguara em 1.888.

A planta foi aprovada em 23 de agosto de 1.923 com o Alvará nº 4.025. O 1º lote foi vendido a um morador de Vila Anastácio chamado Francisco Cordeiro, apelidado de Francisco Lavaredas.  Ele era tão conhecido pelo sobrenome ‘Lavaredas’ que é esse apelido e não o sobrenome real que aparece nos recibos, segundo me relatou seu filho Moacyr Cordeiro (Nico) pouco tempo antes de falecer (por volta do ano 2.000).
É a data do primeiro recibo, 17 de novembro, que ficou designada para ser comemorado o aniversário de Vila Jaguara  (data de 17/11/1.923). Por curiosidade, relato o que me disse ainda mais o Nico: ‘ os filhos nunca ficaram sabendo o por quê de seu pai adquirir um lote num ponto ruim do loteamento (rua Santa Francisca) ponto que pertencia ao leito do Rio Tietê nos períodos chuvosos, quando havia muitos outros lotes nas partes altas, longe das costumeiras  enchentes,   com o mesmo preço.’  (Quando adolescente cheguei a ver algumas dessas enchentes. A água do Anhembi chegava até à confluência da rua Rio Turvo (Dom Pedro Henrique de Orleans e Bragança) com a Paranavaí nas cheias mais contundentes!)

Antes do loteamento só um nome aparece como moradora da localidade: Carola. Essa mulher vivia sabe-se lá como uma vez que Vila Jaguara ficava distante de tudo que se conhece por ‘civilização’. Vivia com filhos e netos, segundo relatos que ouvi de minha sogra Cecília Pavoni, cuja família veio da região da Bela Vista para a longínqua Jaguara,  logo  em seus  primeiros anos.

(*) Conheci o senhor Juvenal de Lima. Não foi um momento gostoso de minha adolescência. A molecada da época tinha o péssimo hábito de matar passarinhos. 
Certa vez, numa manhã chuvosa, saí sozinho para caçar. Andando, andando, e despachando pedras com meu estilingue, acabei chegando às  margens do  frígido Ribeirão Vermelho com densa mata ciliar nativa. Ele parou o veículo que dirigia por aquela estradinha que no futuro passou a ter o nome de um dos mais terríveis ditadores do Brasil:  Avenida Presidente Médici, e me deu uma forte reprimenda. Por muito anos  odiei esse homem. Tempos mais tarde passei a agir exatamente como ele que já era um ecologista naquela época , quando nem se falava essa palavra...
Notas: 1ª) Apesar da poderosa ferramenta que temos hoje (2011) que é a Internet, ainda não consegui dirimir minha dúvida sobre o nome do Doutor Hulha Cintra, médico sanitarista, e de seu filho, também médico e que foi morar no Rio de Janeiro. Será mesmo que o filho tinha exatamente o nome do pai? O que está claro é que não foi o pai, mas sim o filho, que decidiu lotear a área. O pai faleceu bem antes do início do loteamento. Nota-se, lendo os documentos de negociação dos terrenos, que as famílias dos sócios (Ulhoa Cintra e Aragão) se uniram. É que descendentes de ambas aparecem nas Escrituras.
Há dados no presente texto que poderão sofrer retificações.
Osnir Geraldo Santa Rosa, morador de Vila Jaguara desde 1.953, onde chegou com 10 anos. Texto aprimorado em Janeiro de 2.011.